# L'Héritage (film, 1955)
Pour les articles homonymes, voir L'Héritage.
Pour plus de détails, voir Fiche technique et Distribution.
L'Héritage (Heir-Conditioned) est un dessin animé de la série Looney Tunes réalisé par Friz Freleng et sorti en 1955. Il met principalement en scène Sylvestre le chat et Elmer Fudd. Titi le canari y fait une courte apparition.
Le film montre Sylvestre qui devient un chat riche grâce à l'héritage de sa maîtresse décédée. Ses amis chats de gouttière espèrent profiter de sa bonne fortune. Sylvester est impatient de partager avec eux. Mais Elmer Fudd, le nouveau conseiller financier de Sylvester, lui conseille d'investir sa fortune dans le commerce et l'industrie.

## Synopsis
Un chat de gouttière, en quête nocturne de nourriture dans les poubelles, voit par terre le gros titre d'un journal (le Daily Blurp) : Sylvestre le chat hérite de sa riche maîtresse, Mrs. Sarah von Schmoot. Il en informe tous les chats errants du quartier, qui veulent eux aussi une part de l'héritage de leur ami Sylvestre. Un de ces chats informés, sous une cage à oiseau couverte, recrache même le canari (Titi) qu'il avait avalé, pour les rejoindre.
Alors que Sylvestre nage dans les billets de banque de sa fortune, il est sermonné par le nouveau conseiller financier Elmer Fudd, qui veut qu'il investisse l'argent à la place de le partager. La bande des chats arrive alors joyeusement devant la maison de Syvestre. Elle est rejetée par Elmer d'un coup de pied. Pendant qu'Elmer regroupe les billets dans une sacoche, les chats se postent aux fenêtres pour observer. Ils cherchent à voler la sacoche en sciant le plancher tout autour. Mais Elmer remplace la sacoche par une autre avec un bâton de dynamite allumé. Quand le sac descend, il explose au nez des voleurs, puis remonte avec juste des cendres, et le plancher est recloué. Les chats tentent un autre coup : deux d'entre eux sonnent à la porte, déguisés l'un en pauvresse et l'autre en son « bébé », tandis que tombe de la neige, « neige » qui est faite de copeaux de savon lancés par un troisième chat perché en haut de l'entrée. Elmer est presque convaincu, mais le « bébé » fait tout rater et Elmer referme la porte. Sylvestre, préférant conserver l'argent pour lui et ses amis, monte les escaliers pour le mettre à l'abri. Mais Elmer ramène le chat en bas par la queue et lui fait la leçon.
Nouvelle tentative : un chat VRP, distingué et l'air assuré, entre et tente de vendre un détergent miracle. Mais la montre d'Elmer ressort fondu du bain que le chat lui a donné. Devant son échec, il repart, mais toujours aussi assuré. Elmer entreprend de convaincre Sylvestre d'investir dans le commerce et l'industrie à l'aide d'un petit film éducatif où l'on voit la condition d'un couple pauvre puis celle du même couple devenu soudainement riche après l'investissement. Tous les chats regardent aussi le film à travers les fenêtres. Sylvestre ne croit pas au discours d'Elmer : il récupère la sacoche pleine d'argent et la présente aux chats. Mais ces derniers refusent. Convaincus par le film, ils exigent que l'héritier place l'argent pour ne pas « mettre en péril le système économique » selon les conseils d'Elmer ! Sylvestre abandonne à regret la sacoche à Elmer, se tourne finalement vers le tableau ou est peint feu sa maîtresse et lui dit « qu'elle aurait dû trouver un moyen d'emporter l'argent avec elle pour ne pas lui donner tous ces tracas ».

## Fiche technique
Sauf indication contraire, les informations mentionnées dans cette section peuvent être confirmées par la base de données cinématographiques IMDb,  présente dans la section « Liens externes ».
- Titre original : Heir-Conditioned
- Série : Titi et Grosminet
- Réalisateur : Friz Freleng
- Producteur : John W. Burton (en)
- Scénario : Warren Foster
- Montage (son) : Treg Brown (non crédité)
- Musique : Milt Franklyn (non crédité)
- Société de production : Warner Bros.
- Format : Couleur Technicolor, 35 mm, rapport de forme 1.37 : 1, procédé cinéma : sphérique
- Son : mono
- Durée : 7 minutes
- Genre : Comédie, dessin animé
- Langue : anglais
- Pays : États-Unis
- Date de sortie :
  - États-Unis : 26 novembre 1955 (cinéma)
  - États-Unis : 1956 Warner Home Video (DVD)

### Animation
- Gerry Chiniquy : animateur
- Arthur Davis : animateur
- Hawley Pratt : mise en place
- Virgil Ross : animateur
- Irv Wyner (en) : décors

## Distribution
Sauf indication contraire, les informations mentionnées dans cette section peuvent être confirmées par la base de données cinématographiques IMDb,  présente dans la section « Liens externes ».
- Mel Blanc : Sylvestre, Titi, Johnny, autres chats
- Arthur Q. Bryan : Elmer Fudd
- Daws Butler : chats de gouttière
- Stan Freberg : autres chats de gouttière